# سوسک کرگدنی خرما
سوسک کرگدنی خرما (نام علمی: Oryctes elegans) نام یک گونه از خانواده سوسک‌های کرگدنی است. این گونه که با نام‌های سوسک شاخدار خرما و سوسک کره نیز شناخته می‌شود یکی از آفت‌های درخت خرما می‌باشد. حشره ماده در قسمت‌های مختلف درخت خرما تخم‌گذاری می‌کند و لاروها از تنه و تاج درخت تغذیه کرده و حفره‌هایی را درون تنه درخت ایجاد می‌کند که گاهی باعث شکستن تنه درخت خرما می‌شود. در بعضی موارد لاروها قسمت‌هایی از برگ (پیش) یا خوشه (پنگ) را می‌خورد که می‌تواند باعث خورد شدن ساقه و یا کاهش ثمردهی شود.